# Ravitria
Ravitria is een geslacht van vlinders uit de familie wespvlinders (Sesiidae), onderfamilie Sesiinae.
Ravitria is voor het eerst wetenschappelijk beschreven door Gorbunov & Arita in 2000. De typesoort is Vitraria sotchivkoi.

## Soorten
Ravitria omvat de volgende soorten:
- Ravitria aurifasciata (Gorbunov & Arita, 1995)
- Ravitria confusa (Gorbunov & Arita, 2000)
- Ravitria pyrosema (Hampson, 1919)
- Ravitria sotchivkoi (Gorbunov & Arita, 1999)
- Ravitria yunnanensis Gorbunov & Arita, 2001